# ホランド・パーク駅
ホランド・パーク駅（ホランド・パークえき、英語: Holland Park station）は、ロンドン西部のホランド・パークにある、ロンドン地下鉄セントラル線の駅である。トラベルカード・ゾーン2にある。1900年に開業した。

## 歴史
1900年7月30日にセントラル・ロンドン鉄道の駅として開業。駅舎はHarry Bell Measures特有のデザインであった。クイーンズウェイ駅のように駅の上で商業開発が出来るよう平たい屋根にし場所を確保しているが、開発はされていない。1990年代に駅舎を改築した。
1958年7月28日に当駅でセントラル線の列車火災があり乗客が1人死亡した。

## 今日の駅
ウェスト・ロンドンにあるホランド・パークは本来その北側にある住宅地を指す言葉であるが、当駅はそれにちなんで付けられた。
エレベーターの交換とリフレッシュ工事のため2016年2月2日から同年8月まで駅を閉鎖している 。

## バス路線
ロンドンバスの31、94、148、228系統が当駅を経由する。

## 隣の駅
ロンドン交通局
ロンドン地下鉄
■セントラル線
シェパーズ・ブッシュ駅 - ホランド・パーク駅 - ノッティング・ヒル・ゲート駅

## ギャラリー

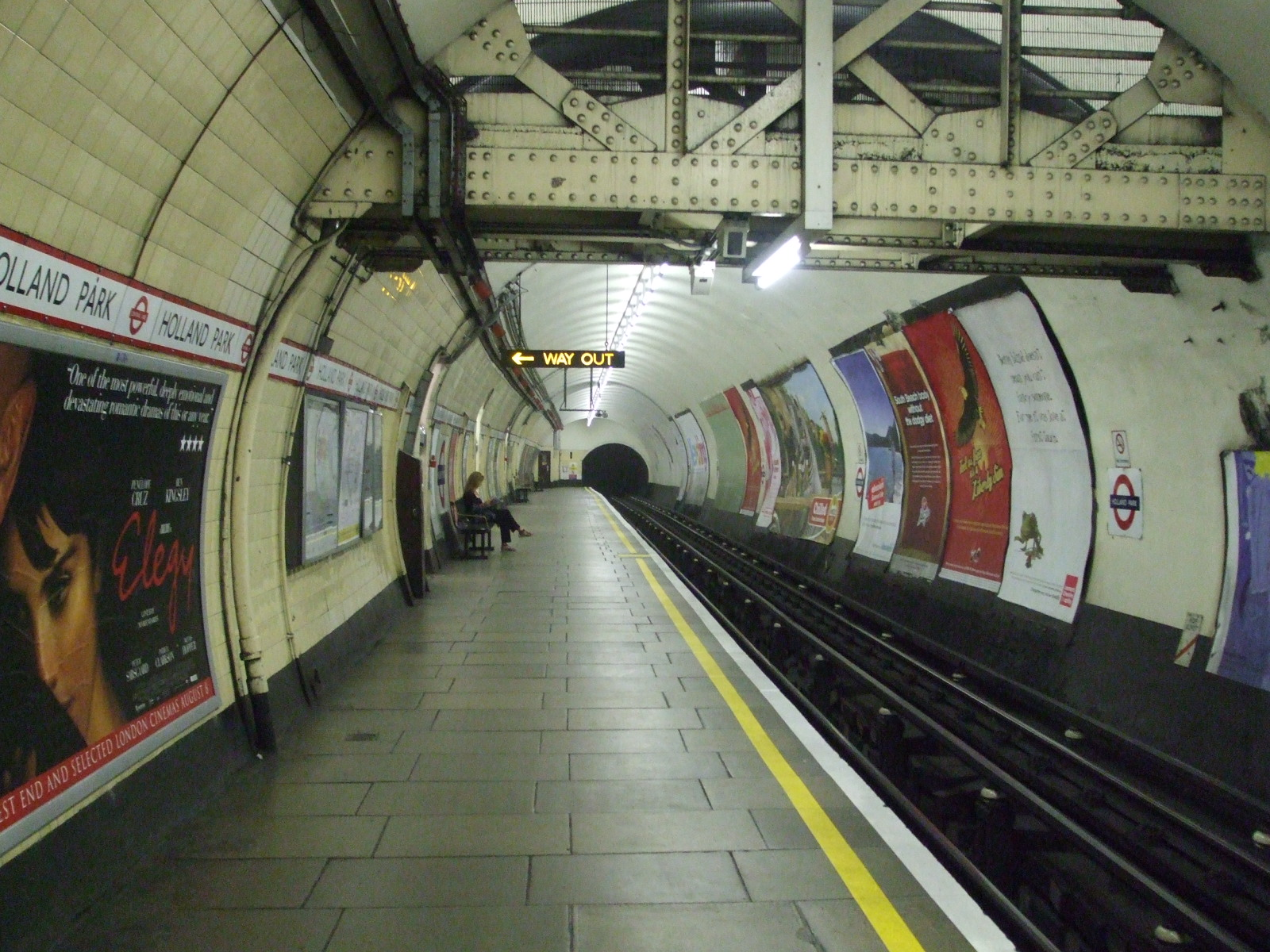
西からノッティング・ヒル・ゲート方面を見る
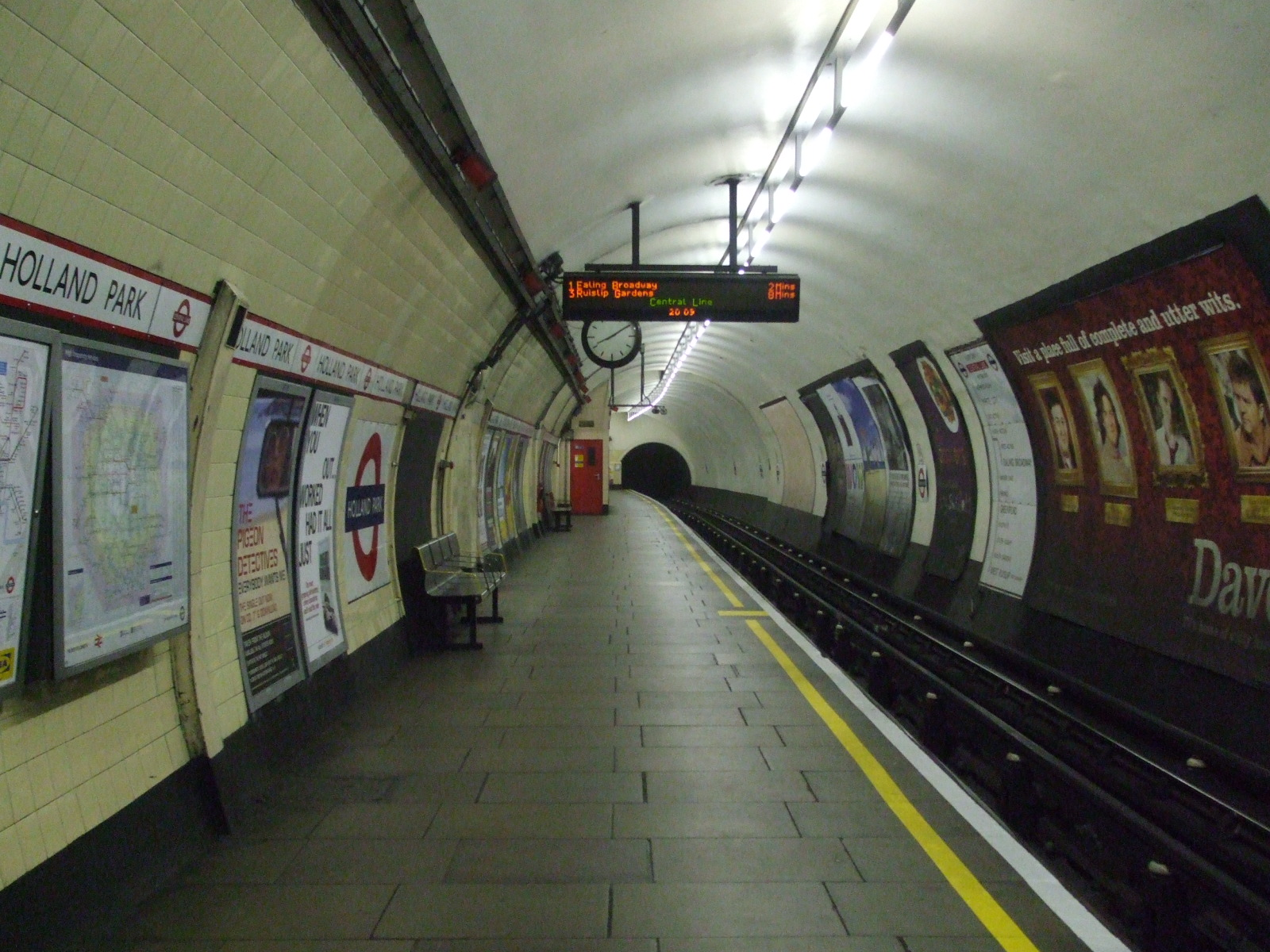
東からノース・アクトン方面を見る
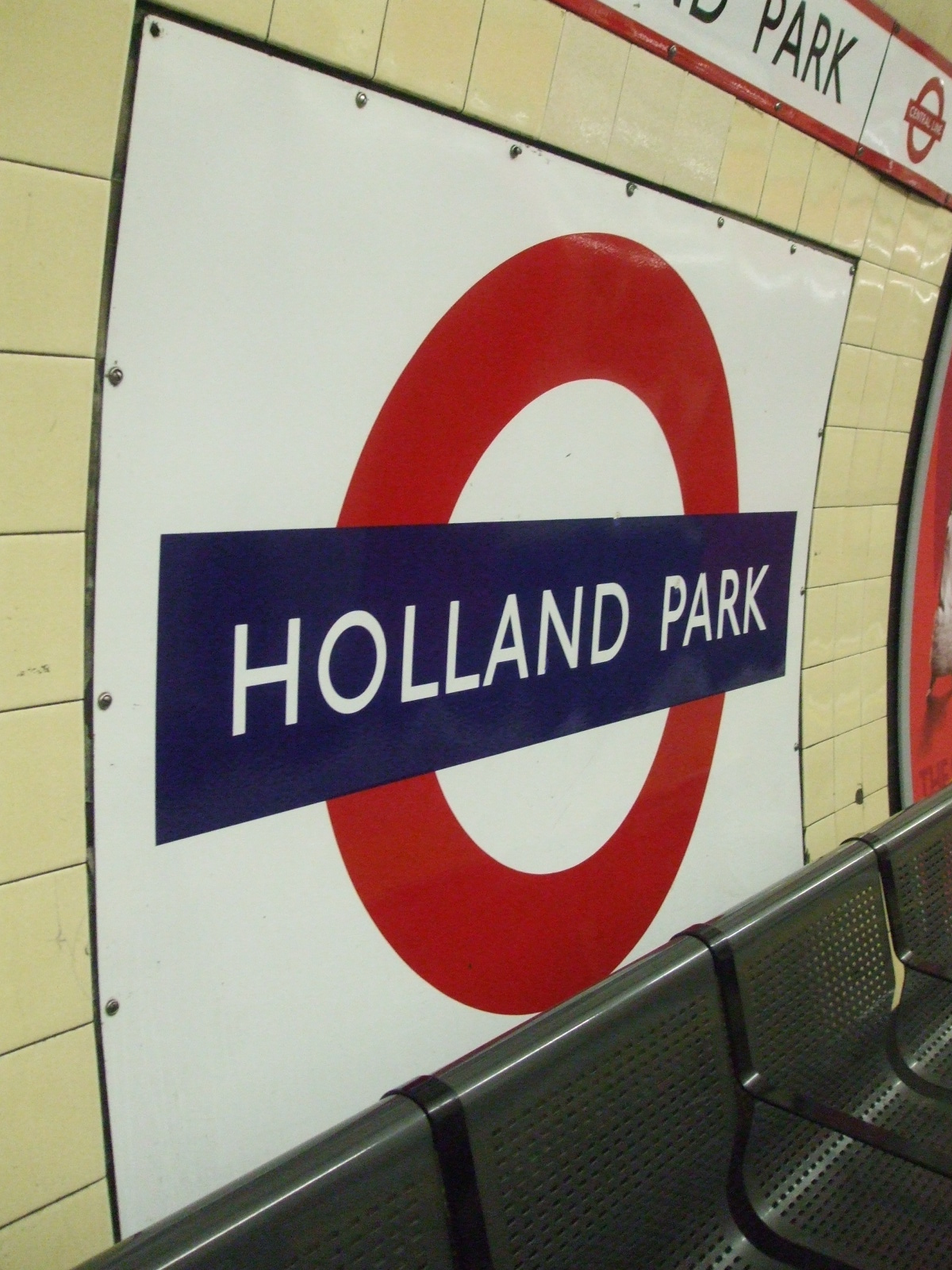
ホームにあるラウンデル

## 参照
1. 1 2 3 4  “Multi-year station entry-and-exit figures” (XLS). London Underground station passenger usage data.  ロンドン交通局 (2014年). 2015年3月31日閲覧。
2. ↑  “Accident at Holland Park on 28th July 1958”.   The Railways Archive. 2008年6月5日閲覧。
3. ↑  “Holland Park customers to benefit from new lifts and station improvements”.  ロンドン交通局 (2015年9月3日). 2016年6月18日閲覧。